# Aşkale
Aşkale est une ville et un district de la province d'Erzurum dans la région de l'Anatolie orientale en Turquie.

## Histoire
La zone est réputée pour le camp de déportation et de travaux forcés pour les insolvables du Varlık Vergisi, impôt spécifique (1942) sur la fortune pour les non-musulmans, afin de réduire la population non-musulmane, principalement les grands marchands d'Istanbul.